# Polymorphus paradoxus
Polymorphus paradoxus är en hakmaskart som beskrevs av Connell och Edred John Henry Corner 1957. Polymorphus paradoxus ingår i släktet Polymorphus och familjen Polymorphidae. Inga underarter finns listade i Catalogue of Life.